# Vîșnivka, Mîhailivka
Vîșnivka (în ucraineană Вишнівка) este un sat în comuna Rozdol din raionul Mîhailivka, regiunea Zaporijjea, Ucraina.

## Demografie
Componența lingvistică a localității Vîșnivka
     Ucraineană (92,55%)
     Rusă (7,45%)
Conform recensământului din 2001, majoritatea populației localității Vîșnivka era vorbitoare de ucraineană (92,55%), existând în minoritate și vorbitori de rusă (7,45%).